# Найдёнов, Сергей Александрович
Серге́й Алекса́ндрович Найдёнов (настоящая фамилия — Алексе́ев; 14 (26) сентября 1868, Казань, Российская империя — 5 декабря 1922, Ялта, Крымская АССР, РСФСР) — русский писатель, драматург.

## Ранние годы
Сергей Александрович родился в купеческой семье. Театром будущий драматург увлёкся уже в юные годы. В 1883 году он даже был исключен из Казанского реального училища за то, что давал «дерзкие» объяснения задержавшему его в театре инспектору. Отказавшись продолжать дело отца, в 1886 году Сергей отправился в Москву и поступил на драматическое отделение филармонического училища, которое окончил в 1889 г. по классу А. И. Сумбатова-Южина и О. А. Правдина.
В 1891—1893 годах Сергей Александрович под псевдонимом Рогожин выступал на вторых ролях в провинциальных труппах: в Вологде, Воронеже, Твери, Саратове.
В 1893 году молодой актёр увлёкся религиозно-этическим учением Льва Толстого, покинул сцену и поселился в земледельческой трудовой колонии в Уфимской губернии. Впрочем, это увлечение довольно быстро прошло, и уже в 1897—1898 годах он стал пайщиком артели торговых и страховых агентов. Наблюдения Найдёнова-толстовца, а позже страхового агента подскажут ему темы для первых пьес — «Культурный скит» и «Дыхание весны».
Осенью 1900 года Сергей Александрович переехал в Москву и по просьбе П. Н. Орленева занялся инсценированием «Братьев Карамазовых» Достоевского. Тогда же он решил посвятить себя литературной деятельности. Дебютными публикациями стали несколько стихотворений в журналах и роман в одной из петербургских газет. К разочарованию автора, все его первые литературные опыты остались не замеченными критиками. Убедившись в том, что на ниве поэзии и прозы успех к нему не приходит, молодой литератор решил посвятить себя драматургии. «Это было время, — позже вспоминал он, — когда я сам мечтал, нет, не мечтал, а решил твёрдо сделаться драматургом. Я купил себе письменный стол, кресло, лампу и дорожную чернильницу сундучком. Я разделил оставшиеся у меня наследственные деньги 900 рублей на год по 75 рублей на месяц и приводил в исполнение свой роковой план. Год работать, а там, если ничего не выйдет — уйти… Это была последняя ставка».

## «Дети Ванюшина»
В 1901 году в Москве 33-летний Сергей Найдёнов написал свою первую и самую лучшую пьесу — «Дети Ванюшина». Пьеса была построена на автобиографическом материале, — земляк Сергея Найдёнова журналист Н. Шебуев утверждал:
«Я знаю всё до мельчайших подробностей о семье Ванюшиных. Ведь ни для кого не тайна, что автор списал с натуры — точнее, со своей семьи». У второстепенных действующих лиц пьесы также были прототипы. В «Детях Ванюшина» наиболее отчётливо проявилась присущая Найдёнову тенденция воплощать социальные проблемы в форме интимной психологической драмы.
Осенью 1901 года Найденов отослал только что законченную пьесу в 2 адреса: 1) в Санкт-Петербург на конкурс театра Литературно-художественного общества, — его пьеса оказалась в числе премированных и, согласно условиям конкурса, была принята к постановке в театре общества; 2) в Москву в театр Фёдора Корша.
10 декабря 1901 года в Санкт-Петербурге в частном театре Литературно-художественного общества состоялась премьера пьесы «Дети Ванюшина» в постановке Е. Карпова. Пьеса никому не известного автора собрала примерно половину зрительного зала, однако те, кто пришли, не были разочарованы. Одобрительные хлопки после первого действия сменились после второго бурными аплодисментами и дружными вызовами автора. «Это удивительно жизненная пьеса, — писал на следующий день обозреватель „Новостей и Биржевой газеты“. — …Кажется, что перед нами приподняли завесу настоящего человеческого горя, непонятных надежд, разбитых мечтаний» (1901, 11 декабря, № 341). «Детей Ванюшина» похвалила и «Петербургская газета»: «Очень хорошая эта пьеса. В ней так много правды, настоящей жизни; ничего нет деланного, придуманного». «Драма подкупает реализмом изображения будничной жизни средней семьи», — отметили 11 декабря 1901 года «Биржевые ведомости».
14 декабря 1901 года состоялась премьера пьесы и в частном театре Фёдора Корша в Москве. Эта постановка стала значительным событием в истории дореволюционного театра.
В дальнейшем «Дети Ванюшина» ставились во многих городах страны; 11 января 1903 года Общество русских драматических писателей присудило Сергею Найдёнову за его пьесу премию имени А. С. Грибоедова.
В 1907 Найдёнов написал новый вариант 4-го акта пьесы, в котором старик Ванюшин не кончал в отчаянии жизнь самоубийством, а отселялся в верхние помещения своим лишенным сантиментов сыном, ставшим полновластным хозяином дома.

## 1902—1909 годы

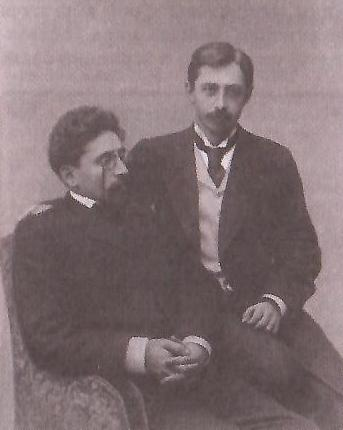
С. А. Найдёнов и И. А. Бунин (1904)

В 1902 году Найдёнов вошёл в организованный Н. Д. Телешовым кружок прогрессивных писателей «Московская литературная среда», тогда же он сблизился с А. П. Чеховым, И. А. Буниным и особенно М. Горьким. Найдёнов начал печататься в издательстве «Знание»; именно там в 1904 году вышел сборник его пьес.
В 1903 году одна за другой появились три пьесы Найдёнова: «Номер тринадцатый» и «Богатый человек», в том же году поставленные в Театре Корша, а также «Блудный сын», принятый к постановке Художественным театром. В пьесах «Номер тринадцатый» и «Блудный сын» чувствуется влияние Чехова: автор рисует страдания и беды «маленького человека» в капиталистическом обществе. Драма «Богатый человек», показывающая нравственную ущербность дельца-миллионера, выдержана в стиле А. Островского.
Из пьес 1904—1907 годов выделяются «Авдотьина жизнь» (1904), получившая высокую оценку М. Горького, и романтическая драма «Стены» (1907), в которой, однако, центральный образ — юной революционерки, получился схематичным и уступает в яркости второстепенным персонажам.
Всем пьесам Найдёнова, созданным до Первой мировой войны, присущи динамичность в развитии конфликта, тонкость и лаконизм психологических характеристик, живость диалога. Автор пытается соединить принципы «театра Островского» и «театра Чехова». Позже Найдёнов напишет, что он занимался «сочинительством героев жизни».

## Ялтинский период
В 1909 году у Найдёнова обнаружили туберкулёз лёгких, и по совету врачей он поселился в Ялте. Здесь он провёл последние годы жизни. Несмотря на болезнь, Найдёнов продолжал сочинять пьесы, принимал активное участие в культурной жизни города. В его доме бывали А. М. Горький, И. А. Бунин, Н. Д. Телешов и многие другие писатели и артисты. Вместе с женой — актрисой И. И. Мальской — он организовал в Ялте драматическую труппу. Найдёнов был одним из учредителей «Российского общества по изучению Крыма».
В этот период написаны, в частности, мещанская комедия «Хорошенькая» (1907), психологическая драма «Роман тёти Ани» (1912), пьеса о жизни артистической богемы «Жертвы нашего времени (Безбытники)» (1917; в новой редакции — «Полотняное небо», 1919). Особенно удалась драматургу пьеса «Работница» (1915), создававшая крупный характер женщины-врача.
Октябрьскую революцию Найдёнов приветствовал. В 1921 году он создал хронику «Москва. Сцены из московской жизни 1905 года» — первую советскую пьесу о Революции 1905—1907 годов. В ней изображены массовые революционные собрания, показано отношение различных социальных слоев к Манифесту 17 октября, сделана попытка создать образ большевистского руководителя. В 1922 году, незадолго до смерти Найдёнов заканчивает историко-революционную драму «Неугасимый свет» (1922), в которой очень восторженно отзывался об Октябрьской революции, придавая ей некий сакральный смысл.
О себе и своём творчестве С. А. Найдёнов в конце жизни скажет: «Так или иначе, я долго служил делу разрушения, если не социального строя, то разрушению мещанского идеала […] Жизнь русского обывателя, его семья, дела, жизнь исключительно плотская, ради своего тела, претила мне. Я протестовал, я писал против этой жизни».
Умер Сергей Александрович Найдёнов 5 декабря 1922 года.

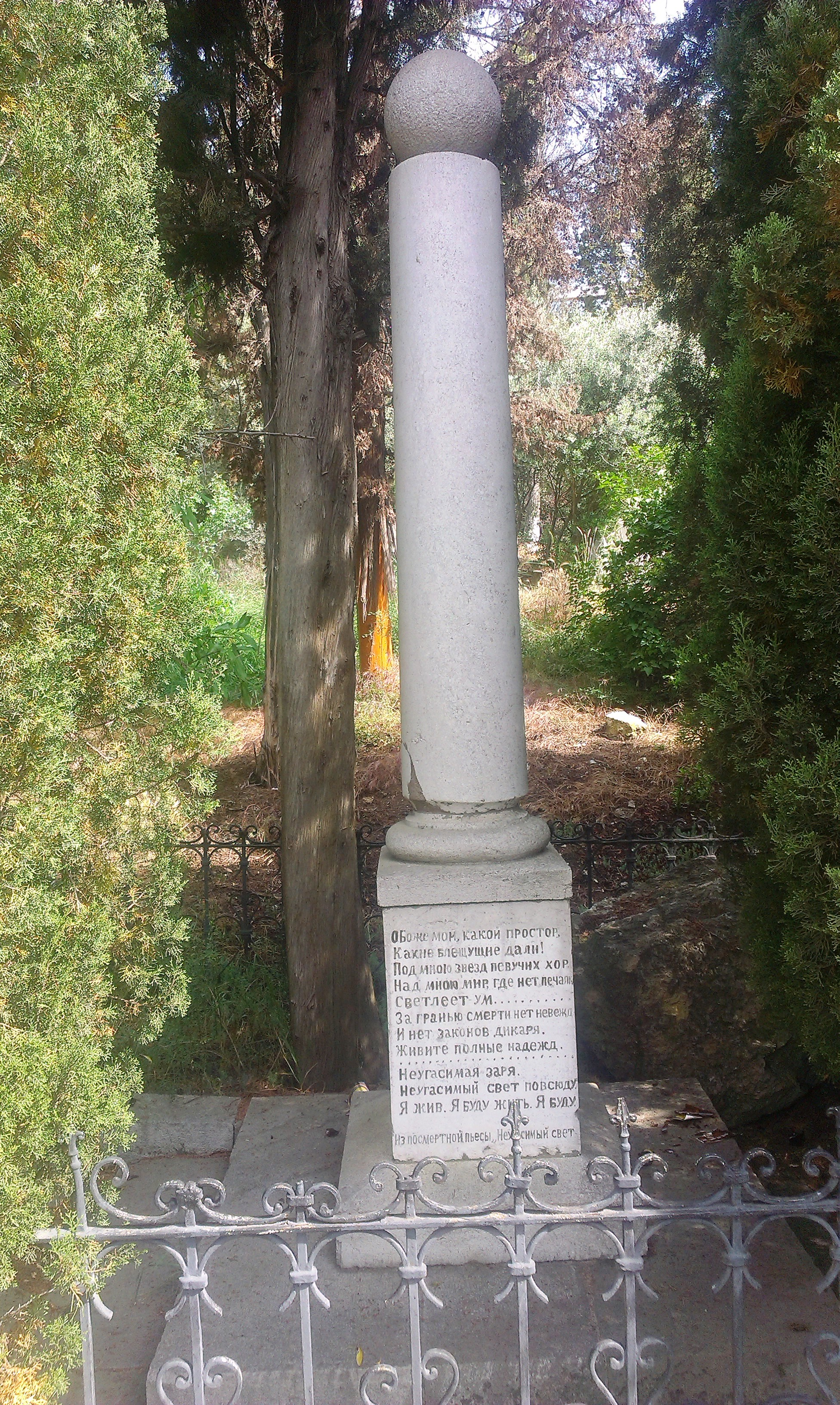
Могила Найденова на Поликуровском кладбище

На могиле драматурга в мемориальном комплексе «Поликуровский мемориал» установлен памятник, на котором выгравированы слова из его последней пьесы «Неугасимый свет»: «О, Боже мой, какой простор! Какие блещущие дали! Под мною звёзд певучих хор, над мною мир, где нет печали. Светлеет ум… За гранью смерти нет невежд. И нет законов дикаря. Живите, полные надежд. … Неугасимая заря. Неугасимый свет повсюду. Я жив. Я буду жить. Я буду».
После смерти Найдёнова его ялтинская квартира, благодаря стараниям жены и поддержке общественности, была превращена в музей. До Великой Отечественной войны он был одной из достопримечательностей Ялты. Его посещали во время приезда многие советские писатели, артисты. Неоднократно здесь бывали А. В. Луначарский и Н. А. Семашко, которые всячески поддерживали музей. В период немецкой оккупации Крыма много ценных экспонатов музея было расхищено. Те, которые удалось сохранить, переданы литературному филиалу Ялтинского краеведческого музея, где находятся в настоящее время.

## Экранизации
- 1915 год — первая экранизация пьесы «Дети Ванюшина», осуществлена Яковом Протазановым; в фильме участвовали Иван Мозжухин (в роли Алексея) и Вера Холодная.
- 1915 год — экранизация Александром Аркатовым по сценарию автора) (не сохранился)
- 1973 год — фильм «Дети Ванюшина» по одноимённой пьесе. Режиссёр Евгений Ташков.  В ролях: Ванюшин — Борис Андреев, Арина Ивановна — Нина Зорская, Константин — Александр Кайдановский, Алексей — Александр Воеводин, Клавдия — Людмила Гурченко, Людмила —Валентина Шарыкина, Елена — Елена Соловей, Щёткин — Олег Голубицкий, Красавин — Виктор Павлов, Кукарникова — Валентина Серова, Инна — Нелли Витепаш, Авдотья — Клавдия Хабарова, Акулина — Тамара Совчи

## Театральные постановки
«Дети Ванюшина»
- 1901 — Театр Литературно-художественного общества в Санкт-Петербурге. Режиссёр Е. Карпов. В ролях: Ванюшин — М. Михайлов, Алексей — Б. Глаголин, Константин — И. Хворостов, Красавин — К. Яковлев, Щеткин — К. Бравич, Людмила — З. Холмская, Катя — М. Лилина, Аня — Н. Музиль—Бороздина. Премьера — 10 декабря
- 1901 — Театр Корша. Режиссёр Н. Н. Синельников. В ролях: Ванюшин — Н. В. Светлов, Б. Борисов, Арина Ивановна — М. Блюменталь-Тамарина, Константин — Л. Леонидов, А. Чарин, Алексей — А. Остужев, Клавдия — Ю. Васильева (Соболева), Людмила — О. Голубева, Е. Шиловская, Аня — И. Мальская (Найдёнова), Катя — Е. Вековская, Елена — Е. Буткова, Щеткин — А. Петровский, Красавин — А. Яковлев. Премьера — 14 декабря
- 1900-е — Театр Незлобина в Нижнем Новгороде. Аня — С. Халютина
- Сезон 1920/1921 — Ирбитский драматический театр имени А. Н. Островского, также 1946 Режиссёр: С. М. Скворцова. Премьера 15 февраля
- 1934 — Новый театр. В роли Ванюшина — Иосиф Туманов
- 1938 — Малый театр. Режиссёры-постановщики — М. Н. Гладков и Н. И. Иванов. В роли Ванюшина тогда выступали Николай Рыбников, Александр Зражевский, Георгий Ковров, Щёткин — В. Владиславский (с 1940 г.); возобновление 1948, Ванюшин — Николай Комиссаров (1949), Арина Ивановна — Е. Турчанинова (также играла эту роль в сезоне 1917/1918), Константин — Л. Леонидов, А. Чарин, Алексей — А. Остужев, Клавдия — Ю. Васильева (Соболева), Людмила — О. Голубева, Е. Шиловская, Аня — И. Мальская (Найдёнова), Катя — Е. Вековская, Елена — Е. Буткова, Щеткин — А. Петровский, Красавин — А. Яковлев.
- 1939 — Национальный академический драматический театр имени Леси Украинки. В роли Ванюшина — Владимир Освецимский
- 1939 — Тбилисский русский драматический театр имени А. С. Грибоедова, реж. Г. А. Товстоногов (дипломная работа).
- 1946 — Театр Театр-студия киноактёра, реж. Н. С. Плотников. В роли Ванюшина — Павел Волков (с 1952 г.), Арина Ивановна — Мария Яроцкая, Красавин — Михаил Воробьёв
- 1948 — Театр В. Ф. Комиссаржевской, реж. Н. Н. Галин. В роли Ванюшина — Сергей Поначевный, Алексей — Иван Дмитриев. Премьера — 9 июля.
- 1969 — Московский театр им. Вл. Маяковского. Режиссёр А. Гончаров. В ролях: Ванюшин — Е. Леонов, с 1972 года Ю. Горобец; Арина Ивановна — Н. М. Тер-Осипян, Константин — А. Лазарев, Е. Лазарев, А. Ромашин, Алексей — В. Вишняк, Е. Герасимов, Клавдия — Т. Карпова, Людмила — С. Мизери, Катя — Н. Гундарева, А. Жмакова, Г. Яцкина, Елена — В. Шендрикова, Щёткин — А. Ромашин, А. Преснецов, Красавин — В. Павлов, Инна — С. Немоляева
- 1971 — Куйбышевский театр. Режиссёр О. Чернова. В роли Ванюшина — С. Пономарёв, также в спектакле участвовалаЖанна Надеждина
- 1971 — Театр имени М. Горького, Минск. Режиссёр Владимир Маланкин.
- 1971 — Лиепайский театр. В роли Константина — Я. Мелдерис
- 1970-е гг. Саратовский театр драмы. Константин — Александр Михайлов, Клавдия — Людмила Гришина, Щёткин — Владимир Аукштыкальнис
- 1970-е гг. Карагандинский областной русский драматический театр имени К. С. Станиславского. В роли Ванюшина — В. Корниенко
- 1983 — Малый театр. Режиссёры Михаил Царёв, Виктор Рыжков, Виктор Седов. В ролях: Ванюшин — Михаил Царёв; Арина Ивановна — Галина Дёмина, Константин — Александр Голобородько, А. Михайлов, Алексей — Александр Овчинников, Дмитрий Писаренко (с 1984 г.), Клавдия — Муза Седова, Людмила — Нелли Корниенко, Щёткин — Вячеслав Езепов, Красавин — Валерий Носик, Аня — Елена Цыплакова, Светлана Аманова, Кукарникова — Ирина Ликсо, Елизавета Солодова (с 1984 г.), Инна — Ирина Печерникова, Акулина — Людмила Титова
- 1986 — Театр В. Ф. Комиссаржевской, реж. Р. С. Агамирзян. В роли Ванюшина — Сергей Поначевный.
- 1996 — «Дочери и сыновья», Новый рижский театр. Режиссёр: Ольгерт Кродерс
- 2000 — Московский театр им. Вл. Маяковского[9]. Режиссёр А. Гончаров. В ролях: Ванюшин — А. Фатюшин и Р. Мадянов, Арина Ивановна — М. Полянская, Константин — А. Лобоцкий, Алексей — М. Пешков, Клавдия — И. Сенотова, Людмила — Е. Фатюшина (Мольченко), Елена — Н. Филиппова, Катя — А. Мордвинова, Д. Повереннова, Щёткин — С. Рубеко, Красавин — А. Маклаков, Кукарникова — И. Домнинская, Инна — Т. Аугшкап, Авдотья — Л. Руденко
- 2001 — Крымский академический театр имени М. Горького. Режиссёр: Анатолий Новиков. В роли Ванюшина — Валерий Юрченко.
- 2003 — Московский театр на Малой Бронной[10]. Режиссёр Л. Дуров. В ролях: Ванюшин — Г. Мартынюк, Арина Ивановна — В. Майорова, Константин — Дмитрий Цурский, Клавдия — Е. Дурова, Людмила — С. Тимофеева-Летуновская, Елена — М. Глазкова, Кукарникова — И. Кириченко, Авдотья — Т. Кречетова
- Театр имени Янки Купалы. В роли Ванюшина — Геннадий Овсянников.
- 2004 — Сахалинский международный театральный центр имени А. П. Чехова. Режиссёр: Андрей Бажин. Авдотья — Клара Кисенкова
- 2012 — Малый театр. Режиссёр Виталий Иванов. В ролях: Ванюшин — Борис Невзоров; Арина Ивановна — Людмила Полякова, Константин — Олег Доброван, Алексей — Михаил Мартьянов, Клавдия — Ольга Пашкова, Людмила — Полина Долинская, Щёткин — Глеб Подгородинский, Василий Дахненко (с 2017 г), Аня — Дарья Мингазетдинова, Кукарникова — Алефтина Евдокимова
- 2016 — Белорусский государственный молодёжный театр (Минск), реж. Виктория Луговая. Алексей — Дмитрий Богославский
- Академический русский театр драмы имени Георгия Константинова, Йошкар-Ола
- Смоленский драматический театр имени А. С. Грибоедова. В роли Ванюшина — Анатолий Юкляевский, Елена — Людмила Сичкарёва
- Театр Олега Табакова. В роли Ванюшина - Владимир Машков

.
«Номер тринадцатый» («Жильцы»)
- 1903 — Театр Корша, в ролях: Вера Комиссаржевская — Екатерина Ивановна, Павел Самойлов — бухгалтер Фёдоров

«Богатый человек»
- 1903 — Театр Корша
- 1904 — Театр В. Ф. Комиссаржевской в Петербурге

«Блудный сын» («Кто он?»)
- 1905 — Московский Художественный театр. В спектакле, поставленном В. В. Лужским, в ролях: Максим Коптев — Василий Качалов[11], Надежда Михайловна — М. Лилина

«Авдотьина жизнь»
- 1904 — Театр В. Ф. Комиссаржевской в Петербурге, в ролях: Вера Комиссаржевская — Авдотья Степановна, Павел Самойлов — крестьянский сын Павел Герасимов
- 1905 — Малый театр. Режиссёр: И. С. Платон. Герасимов — Николай Падарин, Изюмов — Николай Яковлев. Премьера — 3 октября
- Сезон 1904/1905 — Театр Незлобина. Старая дева — Мария Андреева[12]
- Сезон 1920/1921 — Малый театр. В ролях: Авдотья — Евдокия Турчанинова

«Стены»
- 1907 — Московский Художественный театр. В роли Матрены — М. Лилина

«Роман тёти Ани»
- 1912 — Малый театр. Режиссёр: Е. Лепковский. В ролях: Карповна — Евдокия Турчанинова. Премьера — 5 ноября

«Работница»
- 1916 — Малый театр. Режиссёр: С. Айдаров. В ролях: Бузе — Евдокия Турчанинова, Бержанов — Михаил Климов. Премьера — 4 февраля

«Хорошенькая»
- 2010 — Театр «Современник». Режиссёр: Екатерина Половцева. В ролях: Сергей Гирин — Орлов, Клавдия Коршунова — Саша, Инна Тимофеева — г-жа Ковылькова, Никита Ефремов — г-н Кольб, Олег Зима — Крамер, Рогволд Суховерко — офицер